# Església de Sant Agustí de Lluçanès
L'Església de Sant Agustí de Lluçanès és una edificació de Sant Agustí de Lluçanès (Osona) inclosa a l'Inventari del Patrimoni Arquitectònic de Catalunya.

## Descripció
L'església parroquial de Sant Agustí es reedificà al segle xviii, moment en què s'hi van afegir les capelles laterals. De l'edifici originari es conserva el campanar d'espadanya, encara que modificat, i els ulls de bou.
Al portal d'entrada, de pedra treballada, hi apareix la data 1734 mentre que a la façana dreta hi ha una petita finestra amb la data 1716. Al costat hi ha un caminet amb una escala de lloses. Davant hi ha un petit cementiri.

## Història
La parròquia de Sant Agustí de Lluçanès existia ja el 905, quan és citada a l'acta de consagració de Santa Maria de Lluçà, com a sufragània seva.
El seu terme depenia originàriament del castell de Lluçà i a la fi del segle xiii es constituí en quadra independent, sota el domini dels cavallers cognominats Santagustí que la vengueren el 1753, després fou lloc reial.